# Králec
Králec (německy Königsgrund) je severovýchodní část obce Dolní Studénky v okrese Šumperk. V roce 2009 zde bylo evidováno 104 adres. V roce 2001 zde trvale žilo 356 obyvatel.
Králec leží v katastrálním území Dolní Studénky o výměře 8,52 km2.

## Pamětihodnosti
- Zámek Třemešek